# Публічна влада
Публічна влада — це влада, виділена з суспільства і яка не збігається з населенням країни. За "Юридичною енциклопедію" сусп.-політ. влада, народовладдя. Термін «публічна влада» аналогічний терміну «народовладдя». Це вольове відношення між людьми з приводу організації їхньої сумісної діяльності, вироблене на основі спільного інтересу.
Відповідно до ст. 5 Конституції України носієм суверенітету і єдиним джерелом влади є народ. Народ здійснює владу безпосередньо і через органи держ. влади та органи місц. самоврядування.
Публічна влада виступає у формах:
1. влада народу як безпосереднє народовладдя, безпосередня демократія (вибори, референдуми тощо);
2. державна влада — законодавча, виконавча, судова;
3. муніципальна влада (місцеве самоврядування) здійснюється, зокрема, територіальними громадами, представницькими органами місцевого самоврядування (радами), виконавчими органами рад, сільс., селищ, і міськими головами тощо.

Для форм публічної влади притаманна низка спільних ознак.
В Україні можна говорити про форми публічної влади:
1. державна влада
2. республіканська влада Автономної Республіки Крим
3. місцеве самоврядування.

## Загальна характеристика
Існують різні погляди на природу публічної влади.
Так, її називають однією з ознак, що відрізняють державу від суспільного ладу. Зазвичай протиставляється суспільній владі. Поява публічної влади пов'язується тут з виникненням перших держав.
З інших позицій виділяють такі особливості публічної влади:
- існує і функціонує в межах суспільних відносин;
- здійснює управління, упорядкування, з метою підтримання функціонування суспільства та базується на силі;
- публічна влада є соціальним явищем;
- виступає невід'ємним атрибутом суспільства на будь — якому етапі його розвитку. [2]

## Публічна ідержавна влада
Оскільки немає єдиного загальноприйнятого визначення державної влади, існують різні її теорії. Найбільш поширеним є тлумачення державної влади як такого виду публічної політичної влади, що здійснюється державою та її органами, тобто здатність держави підпорядковувати своїй волі поведінку осіб.
Державна влада — це влада публічна, у зв'язку з чим її треба розглядати як здатність або можливість здійснювати управління, керівництво суспільством.
Проте однозначної універсальної відповіді щодо природи співвідношення державної та публічної влади, характеру взаємозалежності та відмінності державної і місцевої самоврядної влади, а також співвідношення останньої з публічною владою не існує.
Державну владу нерідко ототожнюють з публічною, що породжує низку теоретико-практичних проблем.
Поширеним є розуміння публічної влади як ширшого поняття, ніж державна, адже остання є саме видом публічної влади, до якої входять, наприклад, влада народу та органів місцевого самоврядування. Але з приводу останнього положення думки науковців розділилися. Одні з них вважають владу органів місцевого самоврядування різновидом державної влади, посилаючись на її характер децентралізованого державного управління. Інші ж схильні відносити місцеву самоврядну владу до окремого інституту публічної влади, яка здійснюється локально — в інтересах територіальних громад. Держава символізує публічний простір, а громадянське суспільство — деполітизований простір свободи, основу якого складають ринкова економіка і права людини.
Державна влада дійсно спирається в своїй побудові на своєрідну «публічну» основу, адже здійснюється та виступає від імені суспільства, є представником його волі. Але вона не єдиний різновид публічної влади. Тому окремі державознавці називають державну владу публічною владою особливого роду. Але так чи інакше, державна влада — це влада публічна, у зв'язку з чим її треба розглядати як здатність або можливість здійснювати управління, керівництво суспільством.
З таких позицій можна провести відмежування між цими поняттями — за вищенаведеними особливостями та суб'єктним складом. Суб'єктами публічної влади виступають населення, народ, сукупність абстрактних суб'єктів влади, а державної влади — лише її органи.